# Clarksville, Tennessee
Clarksville, Tennessee là một thành phố thuộc quận, tiểu bang Tennessee, Hoa Kỳ. Thành phố có diện tích km², dân số thời điểm năm 2000 theo điều tra của Cục điều tra dân số Hoa Kỳ là người2.